# Termogènesi
La termogènesi és aquell procés mitjançant el qual els organismes produeixen calor activament. L'exercici i el metabolisme en general són font de calor però, quan les condicions ambientals són prou adverses, són necessaris altres mecanismes per a mantenir la temperatura corporal. Els animals poden generar calor per tremolor, contraccions musculars involuntàries, o mitjançant la termogènesi no associada a tremolor, també anomenada termogènesi adaptativa.
La termogènesi adaptativa té lloc al teixit adipós marró present en pràcticament tots els euteris (també en humans en els primers mesos de vida), essent especialment important en mamífers hibernants. En aquest procés substàncies com els àcids grassos lliures (derivats de triacilglicèrids) activen la proteïna desacobladora mitocondrial 1 (UCP1 o termogenina) que permet l'entrada de H+ a la matriu mitocondrial de manera independent de l'ATP sintasa. Aquest fet desacobla la fosforilació oxidativa de la cadena respiratòria dissipant l'energia protomotriu en forma de calor en detriment de la producció d'ATP a partir d'ADP.
La termogènesi no és exclusiva del regne animal. Existeixen també plantes termogèniques, plantes amb capacitat de produir calor com Symplocarpus foetidus, membres del gènere Sauromatum, o els nenúfars gegants del gènere Victoria de la familia de les Nymphaeaceae. Un altre exemple n'és l'Arceuthobium americanum, una planta paràsita d'Amèrica del nord de la familia de les santalàcies semblant al vesc dispersa les seves llavors de manera explosiva mitjançant termogènesi. Aquestes plantes tenen la capacitat d'elevar la seva temperatura per sobre de la de l'aire circumdant. La calor es genera també per termogènesi al mitocondri, on intervenen entre d'altres, proteïnes de desacoblament similars a les descrites en els mamífers.
Posteriorment s'ha vist que l'existència de proteïnes desacobladores va més enllà de mamífers i plantes, trobant-se també en peixos, fongs i protozous.